# Viadeo
Viadeo es una red social profesional de la Web 2.0 fundada en mayo de 2004 por Dan Serfaty y Thierry Lunati, la segunda de su tipo más grande después de LinkedIn.[cita requerida]
El sitio contaba al año 2010 con más de 30 millones de usuarios, y una membresía que fue creciendo a razón de más de un millón por mes en 2009. Los usuarios incluyen propietarios de negocios, empresarios y gerentes de una gran variedad de empresas. El sitio está disponible en español, francés, alemán, italiano, portugués e inglés.
En diciembre de 2015, debido a su mala situación financiera, Viadeo tuvo que cerrar sus actividades en todo el mundo a excepción de Francia; incluyendo China, que se había convertido en su mercado principal. Le quedaron así solamente 11 millones de usuarios, todos en Francia.
En noviembre de 2016 la empresa se declaró en suspensión de pagos y fue puesta en redressement judiciaire.